# Quemper-Guézennec
Quemper-Guézennec (en bretó Kemper-Gwezhenneg) és un municipi francès, situat a la regió de Bretanya, al departament de Costes del Nord. L'any 1999 tenia 1.018 habitants.

## Demografia
| 1962                                       | 1968  | 1975  | 1982  | 1990  | 1999  |
| ------------------------------------------ | ----- | ----- | ----- | ----- | ----- |
| 1.356                                      | 1.235 | 1.180 | 1.103 | 1.029 | 1.018 |
| Des de 1962: població sense dobles comptes |       |       |       |       |       |

## Administració
| Període   | Identitat           | Partit        |
| --------- | ------------------- | ------------- |
| 1989-2001 | Aimé Stéphan        | Divers gauche |
| 2001-     | Gilbert Le Vaillant |               |

## Personatges il·lustres
- Pierre-Marie Lec'hvien, (1885-1944), escriptor en bretó, rector del municipi
- Armans Ar C'halvez